# Guy Delvingt
Guy Delvingt (* 28. Juni 1958 in Frankreich) ist ein ehemaliger französischer Judoka. 1984 war er Olympiafünfter.

## Sportliche Karriere
Der 1,74 m große Guy Delvingt trat bis 1976 im Leichtgewicht an, der Gewichtsklasse bis 63 Kilogramm. 1976 belegte er beim Tournoi de Paris den zweiten Platz hinter dem Japaner Yasuhiko Moriwaki. Im November 1976 siegte er bei den Junioren-Europameisterschaften. Einen Monat später unterlag er im Finale der Junioren-Weltmeisterschaften dem Japaner Kenichi Haraguchi. 
Nach der Einführung von zwei neuen Gewichtsklassen kämpfte Guy Delvingt ab 1977 im Halbleichtgewicht, der Gewichtsklasse bis 65 Kilogramm. Beim Tournoi de Paris unterlag er 1977 im Finale dem Japaner Kiyosuke Sahara. Bei den Europameisterschaften 1978 in Helsinki bezwang er im Viertelfinale James Rohleder aus der BRD. Nach seiner Halbfinalniederlage gegen Nikolai Soloduchin aus der Sowjetunion verlor Delvingt auch den Kampf um Bronze gegen den Ungarn József Tuncsik. Bei den Junioren-Europameisterschaften 1978 erkämpfte er sich eine Silbermedaille. 1979 siegte Delvingt bei den französischen Meisterschaften und bei den Mittelmeerspielen in Split. 
1981 siegte Delvingt beim Tournoi de Paris und belegte den dritten Platz beim Jigoro Kano Cup, 1982 gewann er erneut das Tournoi de Paris. Nachdem er bei den französischen Meisterschaften 1981 und 1982 jeweils Zweiter hinter Thierry Rey geworden war, wechselte Guy Delvingt ins Superleichtgewicht, die Gewichtsklasse bis 60 Kilogramm. In dieser Gewichtsklasse trat er auch bei den Olympischen Spielen 1984 an. Im Viertelfinale unterlag er dem Südkoreaner Kim Jae-yup und unterlag durch Schiedsrichterentscheid (Yusei-gachi). Nach einem Sieg in der Hoffnungsrunde über den Spanier Carlos Sotillo verlor Delvingt im Kampf um Bronze gegen Edward Liddie aus den Vereinigten Staaten. 1985 erreichte Guy Delvingt noch einmal das Finale im Halbleichtgewicht beim Tournoi de Paris und unterlag seinem Landsmann Jean-Pierre Hansen.
Guy Delvingt ist der jüngere Bruder von Yves Delvingt, der als Judoka ebenfalls international erfolgreich war.